# Albrecht Wirtemberski
Albrecht Maria Aleksander Filip Józef Wirtemberski, niem. Albrecht Maria Alexander Philipp Joseph von Württemberg (ur. 23 grudnia 1865 w Wiedniu, zm. 31 października 1939 w Altshausen) – książę wirtemberski, głowa rodziny Wirtembergów, feldmarszałek niemiecki.

## Życiorys
Syn księcia Filipa Wirtemberskiego i Marii Teresy Habsburg. Jego dziadkami byli Aleksander Fryderyk Wirtemberski i Maria Orleańska oraz arcyksiążę Albrecht Fryderyk Habsburg i księżniczka Hildegarda Bawarska. Ponieważ król Wirtembergii Wilhelm II Wirtemberski nie miał syna, poszukiwano kandydata spośród członków rodziny w celu przejęcia tronu. Pierwszym kandydatem został prawnuk księcia Fryderyka Eugeniusza Filip Wirtemberski, był jednak tylko trochę starszy od króla Wilhelma II, dlatego przekazał tytuł następcy tronu swojemu najstarszemu synowi Albrechtowi.
Książę Albrecht przeszedł staranną i wszechstronną edukację. Studiował na Uniwersytecie w Tybindze. W wieku 20 lat rozpoczął służbę wojskową. W 1885 roku wstąpił do kawalerii służąc w 19 Wirtemberskim Pułku Ułanów króla Karola w Ulm. Po 5 latach od 1890 do 1893 roku, służył jako kapitan w 119 Wirtemberskim Pułku Grenadierów królowej Olgi w Stuttgarcie. Następnie w okresie od 1893 do 1898 roku, już w stopniu pułkownika, ponownie w 19 Pułku Ułanów w Ulm. Uchodził już wówczas, wśród kół wojskowych za wybitnego i utalentowanego oficera i dowódcę. W latach 1898–1918 był szefem C.k. Czeskiego Pułku Piechoty nr 73.
W okresie 1898–1901, awansowany do stopnia generała majora służył w armii pruskiej, jako dowódca 4 Konnej Brygady Gwardii stacjonującej w Poczdamie. Później przez kolejne 7 lat do 1908 roku, po kolejnym awansie, tym razem na generała porucznika, pełnił funkcję dowódcy 26 Dywizji Piechoty. W 1908 roku otrzymał stanowisko dowódcy XIII Okręgu Wojskowego i XIII Korpusu Armii, stanowiącego trzon armii wirtemberskiej. Stanowisko to pełnił przez 5 lat do 1913 roku, aby na rok przed wybuchem wojny i po mianowaniu do stopnia generała pułkownika, objąć funkcję Generalnego Inspektora armii wirtemberskiej.
Na początku I wojny światowej dowodził IV armią, którą poprowadził do zwycięstwa w bitwie w Ardenach. Następnie wziął w udział w I bitwie nad Marną. Dowodził wojskami w czasie I i II bitwie pod Ypres. W 1915 roku został odznaczony orderem Pour le Mérite oraz mianowany feldmarszałkiem. Został również dowódcą grupy armii Albrechta, która do czasu zawieszenia broni broniła jeden z sektorów frontu zachodniego. Po wojnie w 1918 roku król Wilhelm II abdykował. Po jego śmierci Albrecht został głową rodziny.

## Odznaczenia
- Krzyż Wielki Orderu Korony (Wirtembergia)[4]
- Krzyż Wielki Orderu Fryderyka (Wirtembergia)[4]
- Odznaka za Służbę Wojskową I klasy (Wirtembergia)[4]
- Złoty Medal Jubileuszowy (Wirtembergia)[4]
- Order Orła Czarnego z łańcuchem (Prusy)[4]
- Order Wojskowy Pour le Mérite (1915, Prusy)
- Krzyż Wielki Orderu Królewskiego Hohenzollernów (Prusy)[4]
- Krzyż Honorowy I Klasy Orderu Książęcego Hohenzollernów (Hohenzollern-Sigmaringen)[4]
- Krzyż Żelazny I i II klasy (Prusy)
- Order Świętego Huberta (Bawaria)[4]
- Order Korony Rucianej (Saksonia)[4]
- Order Wierności (Badenia)[4]
- Krzyż Wielki Orderu Ludwika (Hesja)[4]
- Krzyż Wielki Orderu Korony Wendyjskiej z koroną w rudzie (Meklemburgia)[4]
- Krzyż Wielki Orderu Sokoła Białego (Saksonia-Weimar-Eisenach)[4]
- Krzyż Wielki Orderu Domowego i Zasługi Księcia Piotra Fryderyka Ludwika (Oldenburg)[4]
- Krzyż Wielki Orderu Ernestyńskiego (Saksonia Kobursko-Gotajska-Meiningen-Altenburg)[4]
- Krzyż Honorowy Książęcy Schwarzburgski I klasy z Koroną (Schwarzburg)[4]
- Krzyż Zasługi I Klasy dla Osób Wojskowych i Cywilnych (Waldeck)[4]
- Krzyż Honorowy Reusski I Klasy (Reuss – linia młodsza)[4]
- Krzyż Honorowy I Klasy Orderu Domowego Lippeńskiego (Lippe)[4]
- Krzyż Honorowy I Klasy Orderu Domowego Schaumburg-Lippeńskiego (Schaumburg-Lippe)[4]
- Krzyż Wielki Orderu Królewskiego Wiktoriańskiego (Wielka Brytania)[4]
- Krzyż Wielki Orderu Świętego Karola (Monako)[4]
- Order Domowy Nassauski Lwa Złotego (Luksemburg)[4]
- Order Złotego Runa (1893, Austro-Węgry)[5]
- Krzyż Wielki Orderu Świętego Stefana (1891, Austro-Węgry)[5]
- Wielka Wstęga Orderu Lwa i Słońca (Persja)[4]
- Order Świętego Andrzeja (Imperium Rosyjskie)[4]

## Małżeństwo i rodzina

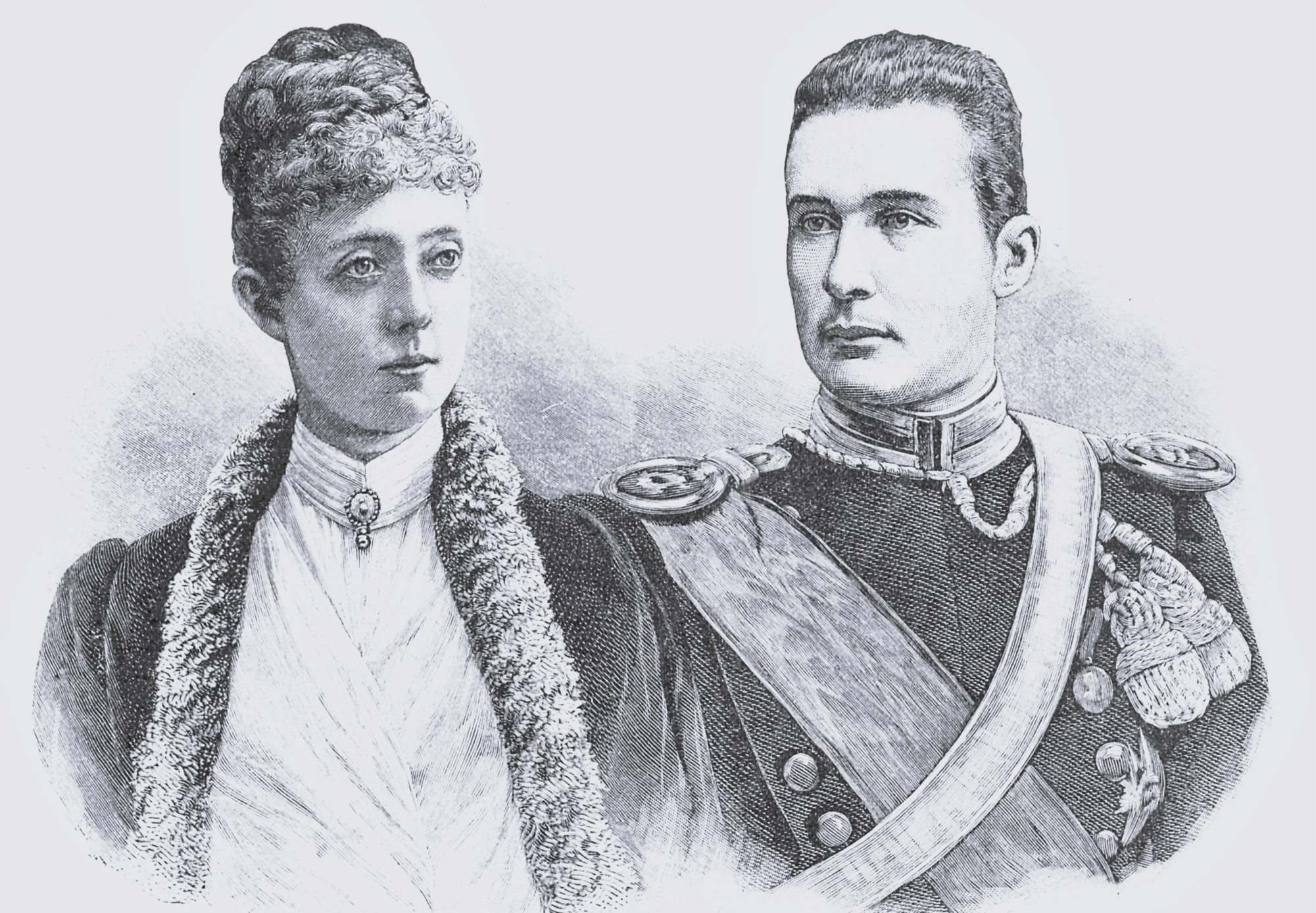
Książę Albrecht i jego żona Małgorzata Zofia

24 stycznia 1893 roku ożenił się z Małgorzatą Zofią, córką arcyksięcia Karola Ludwika i Marii Annunziaty Burbon. Albrecht i Małgorzata mieli sześcioro dzieci:
- Filipa (1893–1975)

∞ 1923 Helena Habsburg-Lotaryńska (1903–1924)
∞ 1928 Róża Habsburg-Lotaryńska (1906–1983)
- Albrechta (1895–1954)

∞ 1924 Nadeżda Koburg (1899–1958)
- Karola (1896–1964)
- Marię Amelię (1897–1923)
- Marię Teresę (1898–1928)
- Marię Elżbietę (1899–1900)
- Małgorzatę (1902–1945)

## Genealogia
| Prapradziadkowie                  | książę Wirtembergii Fryderyk Eugeniusz Wirtemberski (1732-1797) ∞1753 Fryderyk Dorota Hohenzollern (1736-1798) | Franciszek Sachsen-Coburg-Saalfeld (1750-1806) ∞1777 Augusta Reuss-Ebersdorf (1757-1831)                    | Ludwik Filip Józef Burbon-Orleański (1747-1793) ∞1769 Ludwika Maria de Penthièvre (1753-1821)       | król Obojga Sycylii Ferdynand I Burbon (1751-1825) ∞1768 Maria Karolina Habsburg (1752-1814)        | cesarz rzymski Leopold II Habsburg (1747-1792) ∞1765 Maria Ludwika Burbon (1745-1792)              | Fryderyk Wilhelm Nassau-Weilburg (1768-1816) ∞1788 Luise Kirchberg (1772-1827)                     | król Bawarii Maksymilian I Józef Wittelsbach (1756-1825) ∞1785 Augusta Wilhelmina Hessen-Darmstadt (1765-1796) | Fryderyk Wettyn (1763-1834) ∞1785 Charlotta Mecklenburg-Strelitz (1769-1818)                       |
| Pradziadkowie                     | książę Wirtemberski Aleksander Wirtemberski (1771-1833) ∞ 1798 Antonina Sachsen-Coburg-Saalfeld (1779-1824)    | książę Wirtemberski Aleksander Wirtemberski (1771-1833) ∞ 1798 Antonina Sachsen-Coburg-Saalfeld (1779-1824) | król Francuzów Ludwik Filip I Burbon (1773-1850) ∞1809 Maria Amelia Burbon-Sycylijska (1782-1866)   | król Francuzów Ludwik Filip I Burbon (1773-1850) ∞1809 Maria Amelia Burbon-Sycylijska (1782-1866)   | książę Cieszyński Karol Ludwik Habsburg (1771-1847) ∞1815 Henrietta Nassau-Weilburg (1797-1829)    | książę Cieszyński Karol Ludwik Habsburg (1771-1847) ∞1815 Henrietta Nassau-Weilburg (1797-1829)    | król Bawarii Ludwik I Wittelsbach (1786-1868) ∞1810 Teresa Wettyn (1792-1854)                                  | król Bawarii Ludwik I Wittelsbach (1786-1868) ∞1810 Teresa Wettyn (1792-1854)                      |
| Dziadkowie                        | książę Wirtemberski Aleksander Fryderyk Wirtemberski (1802–1881) ∞ 1837 Maria Orleańska (1813–1839)            | książę Wirtemberski Aleksander Fryderyk Wirtemberski (1802–1881) ∞ 1837 Maria Orleańska (1813–1839)         | książę Wirtemberski Aleksander Fryderyk Wirtemberski (1802–1881) ∞ 1837 Maria Orleańska (1813–1839) | książę Wirtemberski Aleksander Fryderyk Wirtemberski (1802–1881) ∞ 1837 Maria Orleańska (1813–1839) | książę Cieszyński Albrecht Fryderyk Habsburg (1817-1895) ∞ 1844 Hildegarda Wittelsbach (1825–1864) | książę Cieszyński Albrecht Fryderyk Habsburg (1817-1895) ∞ 1844 Hildegarda Wittelsbach (1825–1864) | książę Cieszyński Albrecht Fryderyk Habsburg (1817-1895) ∞ 1844 Hildegarda Wittelsbach (1825–1864)             | książę Cieszyński Albrecht Fryderyk Habsburg (1817-1895) ∞ 1844 Hildegarda Wittelsbach (1825–1864) |
| Rodzice                           | książę Wirtemberski Filip Wirtemberski (1838-1917) ∞ 1865 Maria Teresa Habsburg (1845-1927)                    | książę Wirtemberski Filip Wirtemberski (1838-1917) ∞ 1865 Maria Teresa Habsburg (1845-1927)                 | książę Wirtemberski Filip Wirtemberski (1838-1917) ∞ 1865 Maria Teresa Habsburg (1845-1927)         | książę Wirtemberski Filip Wirtemberski (1838-1917) ∞ 1865 Maria Teresa Habsburg (1845-1927)         | książę Wirtemberski Filip Wirtemberski (1838-1917) ∞ 1865 Maria Teresa Habsburg (1845-1927)        | książę Wirtemberski Filip Wirtemberski (1838-1917) ∞ 1865 Maria Teresa Habsburg (1845-1927)        | książę Wirtemberski Filip Wirtemberski (1838-1917) ∞ 1865 Maria Teresa Habsburg (1845-1927)                    | książę Wirtemberski Filip Wirtemberski (1838-1917) ∞ 1865 Maria Teresa Habsburg (1845-1927)        |
| Albrecht Wirtemberski (1865–1939) | | | | | | | | |